# Deutscher Fernsehpreis
Il Deutscher Fernsehpreis (German Television Award) è un premio televisivo tedesco dedicato alla programmazione televisiva, creato nel 1999 dai canali televisivi tedeschi Das Erste, ZDF, RTL e Sat.1. Viene assegnato annualmente. È considerato l'equivalente tedesco degli Emmy Awards, sebbene non sia organizzato da un'accademia. Il Fernsehpreis è il successore di entrambi i premi Telestar (Das Erste e ZDF) e Goldener Löwe (RTL).

## Storia
La prima cerimonia di premiazione ha avuto luogo il 2 ottobre 1999 a Colonia. Ogni anno, a turno, una delle emittenti partecipanti trasmette la cerimonia.